# Илијада (представа)
Илијада је позоришна представа коју је режираo Кокан Младеновић на основу дела Александра Барика, базираног на класику грчке књижевности.
Премијерно приказивање било је 7. децембра 2006. године у позоришту ДАДОВ.

## Радња
Основни мотив „Илијаде”  је срџба једног од најбољих ахејских јунака, Ахилеја, којег је љутито увриједио ахејски вођа Агамемнон.
Приповедају се догађаји из десете године Тројанског рата, који су га водили Ахејци против тројанског краља Пријама, јер је његов син Парис отео Хелену, жену краља Менелаја. 

## Улоге
| Лица           | Глумци             |
| -------------- | ------------------ |
| Алекс          | Јана Милосављевић  |
| Џорџ           | Стеван Шербеџија   |
| Џорџ           | Милан Марић        |
| Пит            | Невена Пиперин     |
| Дим            | Немања Милуновић   |
| Доктор Бродски | Милош Шикман       |
| Делтоид        | Милош Биковић      |
| Писац          | Милица Гојковић    |
| Пишчева жена   | Милена Живановић   |
| Пишчева жена   | Марија Манојловић  |
| Соњета         | Лука Табашевић     |
| Та             | Лазар Ђукић        |
| Ма             | Александар Поповић |
| Џо             | Јована Томић       |
| Старац         | Ивана Балаћ        |
| Пијанац        | Немања Стаматовић  |
| Џо             | Ања Радуловић      |
| Старац         | Лука Живковић      |
| Пијанац        | Марија Пејин       |